# Rita Kirst
Rita Kirst (née Schmidt le 21 octobre 1950 à Großgrimma) est une athlète allemande concourant dans les années 1960 et 1970 pour la République démocratique allemande, spécialiste du saut en hauteur.

## Biographie

### Palmarès
| Date | Compétition                    | Lieu     | Résultat | Marque |
| ---- | ------------------------------ | -------- | -------- | ------ |
| 1968 | Jeux olympiques                | Mexico   | 5e       | 1,78 m |
| 1969 | Championnats d'Europe          | Athènes  | 4e       | 1,83 m |
| 1970 | Championnats d'Europe en salle | Vienne   | 3e       | 1,82 m |
| 1971 | Championnats d'Europe          | Helsinki | 4e       | 1,83 m |
| 1972 | Jeux olympiques                | Munich   | 5e       | 1,85 m |
| 1972 | Championnats d'Europe en salle | Grenoble | 1re      | 1,90 m |
| 1974 | Championnats d'Europe          | Rome     | 4e       | 1,89 m |
| 1974 | Championnats d'Europe en salle | Göteborg | 3e       | 1,88 m |
| 1976 | Championnats d'Europe en salle | Munich   | 8e       | 1,83 m |

### Records
| Épreuve         | Épreuve   | Performance | Lieu   | Date             |
| --------------- | --------- | ----------- | ------ | ---------------- |
| Saut en hauteur | Plein air | 1,85 m      | Munich | 4 septembre 1972 |
| Saut en hauteur | Salle     | 1,92 m      |        | 1974             |